# Oiseau postal
L'oiseau postal ou oiseau-flèche est le logotype des entreprises publiques successives des postes en France depuis 1960. Il représente un oiseau bleu stylisé (certains y voient également une fusée).

## Histoire

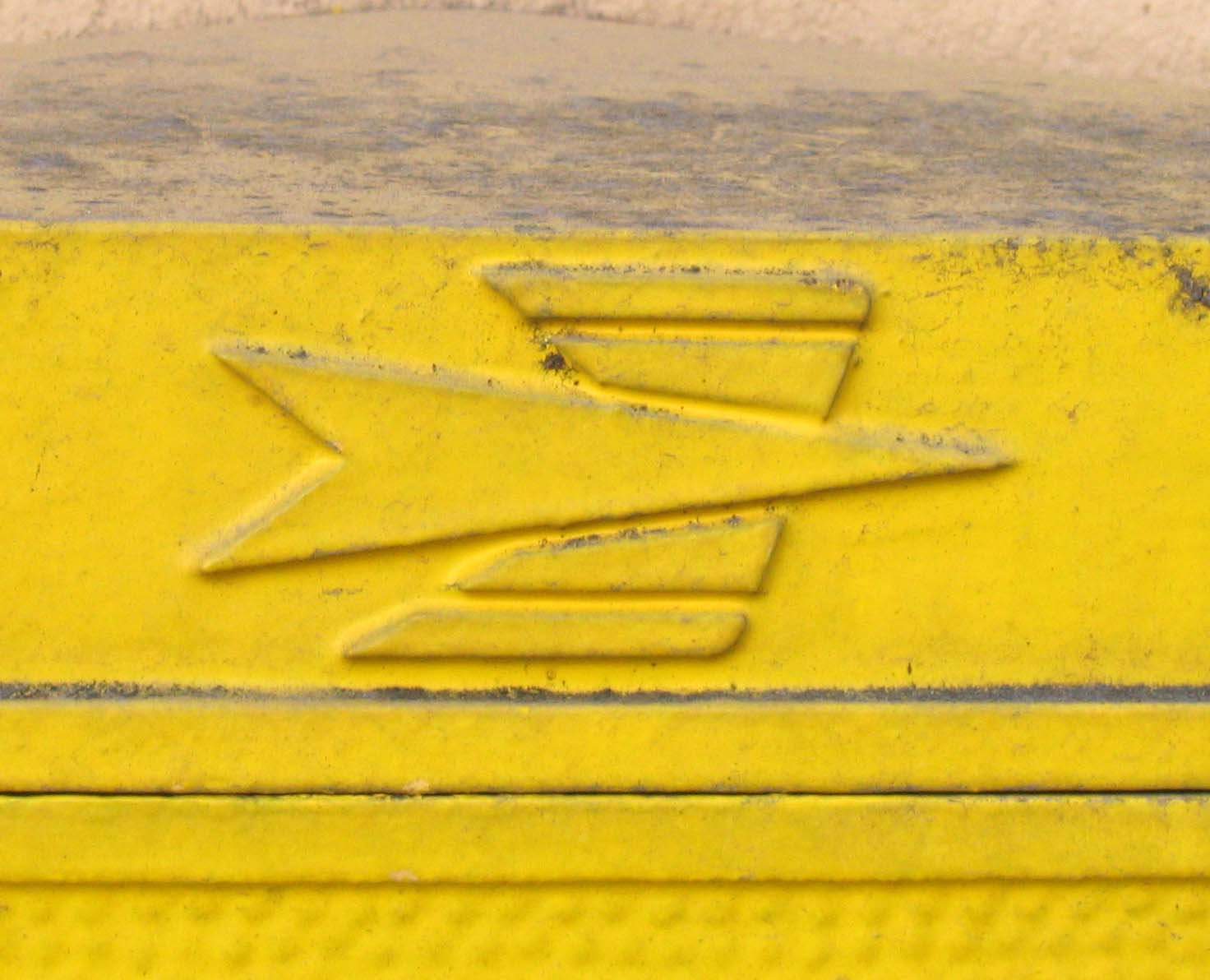
L'oiseau postal, dans sa version de 1960, comme il apparaît sur les boîtes aux lettres.

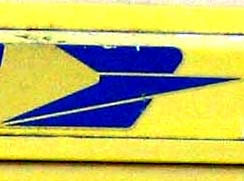
L'oiseau postal, dans sa version de 1978, comme il apparaît sur les boîtes aux lettres.

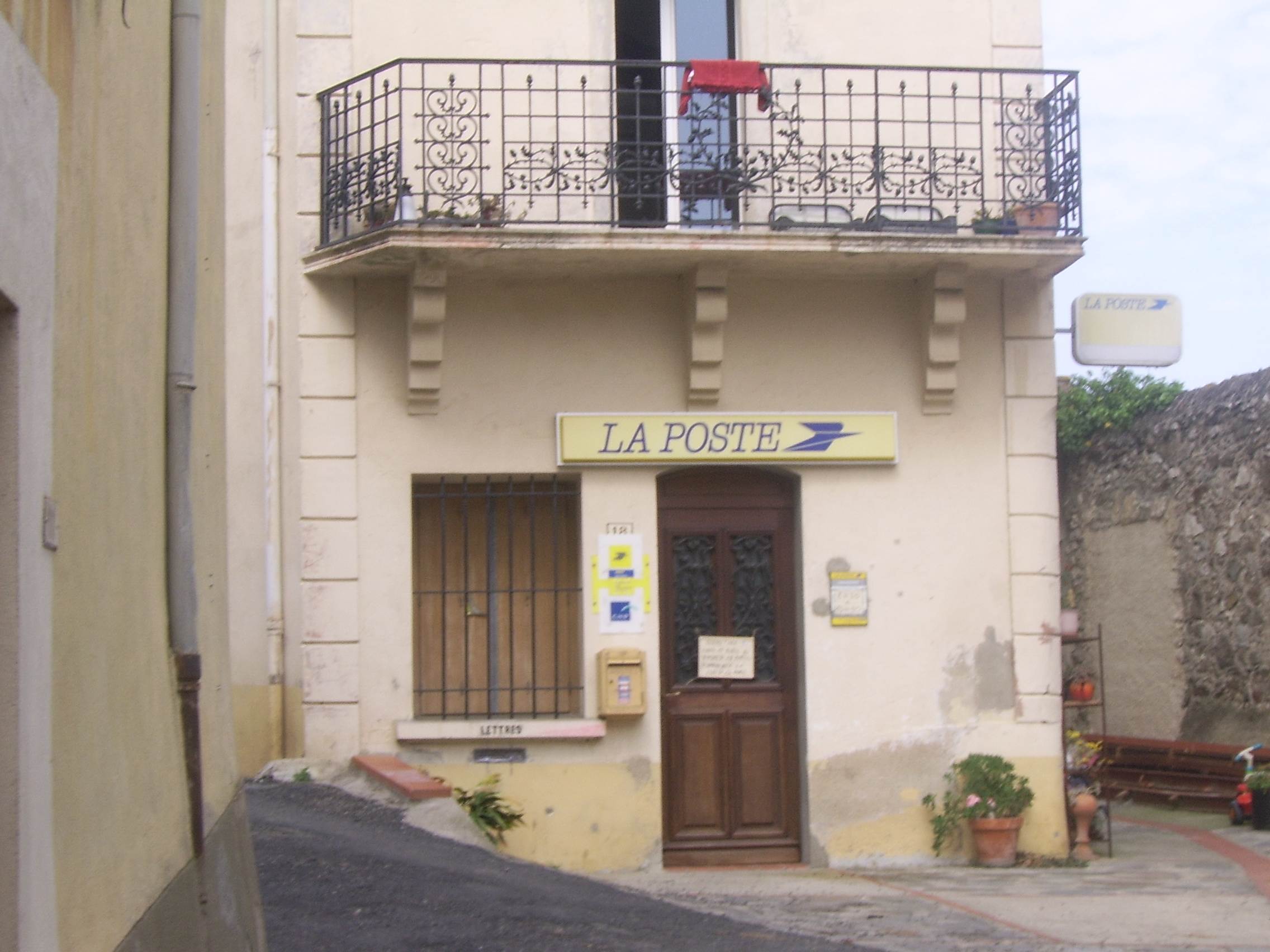
L'oiseau postal, dans sa version de 1984 à 2005, au fronton d'un bureau de poste rural.

Créé par l'affichiste Guy Georget, ce logotype a existé sous deux formes : à cinq polygones en 1960, puis l'artiste le reprend avec trois polygones en 1978. L'oiseau stylisé pointe vers la droite.
Il symbolise le messager et évoque la conquête des airs.
Il a été utilisé sous différentes couleurs par les PTT, puis La Poste, La Banque postale créée en 2006 et d'autres filiales du groupe.

## Évolution

### Entreprise

De 1960 à 1978.
De 1978 à 1984.
De 1984 à 2005.
De 2005 à 2012.
De 2012 à 2018.
De 2018 à 2022.
Depuis 2022.

### Groupe

Premier logo du groupe de 2002 à 2005.
De 2005 à 2012.
De 2012 à 2018.
De 2018 à 2021.
Depuis 2021.

### Filiale et autre

La Banque Postale.
La Poste Immobilier.
La Poste Mobile.
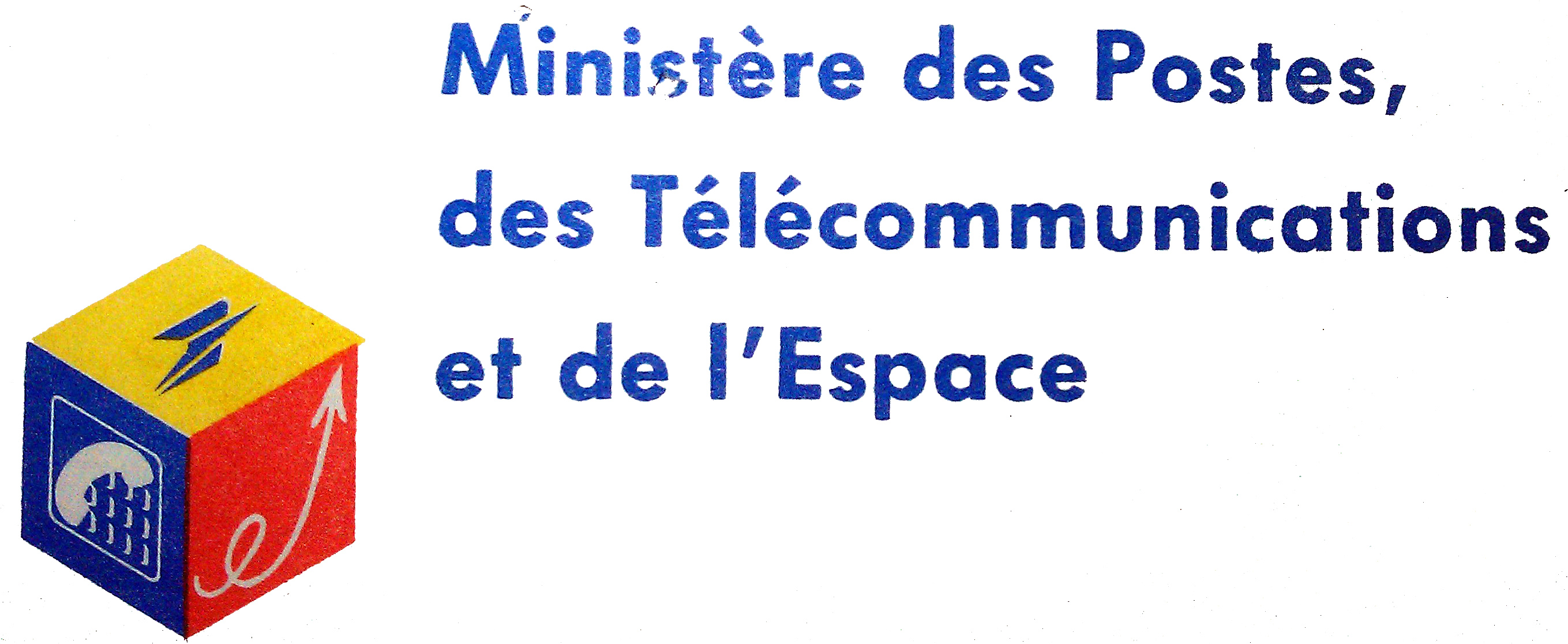
L'oiseau-postal est également apparu sur le logo du Ministère des Postes et Télécommunications.

## Philatélie
Sur les produits philatéliques, cet oiseau est utilisé pour la première fois sur un aérogramme émis en octobre 1970. Le peintre Joan Miró en signe une réinterprétation libre pour un timbre-poste de 1974 annonçant l'exposition philatélique Arphila '75 de Paris, première œuvre artistique créée spécialement pour figurer sur un des grands formats de la Série artistique.
L'oiseau apparaît ensuite lors d'événements de la vie de l'entreprise postale. En 1972, il fait office de pointe de stylo sur deux timbres encourageant l'utilisation du nouveau code postal à cinq chiffres. En 1981, dans une écharpe tricolore, il commémore le centenaire de la Caisse nationale d'épargne. En 1984, il sert en fond d'illustration pour l'inauguration du TGV postal. La Journée du timbre de 1992 mettant en valeur l'accueil dans les bureaux de poste, il apparaît au fronton de celui dont la photographie illustre le timbre.
Comme La Poste est partenaire du parcours de la flamme olympique des Jeux olympiques d'hiver à Albertville, le logotype est utilisé sur le timbre de 2,50 francs du 15 novembre 1991.

### Sources
- Élément chronologique : Chronique du timbre-poste français, Éditions Chronique et La Poste, 2005  (ISBN 2-205-05738-3), pages 180 (1960), 199 (timbre de 1974) et 203 (1978).
- Timbre représentant le logotype : Catalogue de cotations de timbres de France, Dallay.